# Flûte
Con la parola flûte (/flyt/, lett. "flauto", anche parzialmente adattato nella grafia flute e nella pronuncia /flut/) o fluttino, detto anche calice a tromba, si indica un bicchiere dal gambo sottile e di forma allungata (il che serve per non scaldare il contenuto tenendolo in mano), usato per la degustazione di spumanti.
Negli anni trenta la flûte ha progressivamente affiancato l'uso della tradizionale coppa. Questa infatti, che resta comunque molto popolare, permette di apprezzare compiutamente la qualità di uno spumante perché, essendo ampia e relativamente instabile, consente alle bollicine di risalire in superficie. Il risultato è una perdita più veloce del perlage, a volte appositamente ricercata.
La progressiva maggiore diffusione dei tipi secchi di spumante, proprio a partire dagli anni '30 del novecento ha portato alla sempre maggiore diffusione della flûte, che al contrario, favorisce la risalita delle bolle e di tutti gli aromi liberati dal loro scoppio in uno spazio ristretto, prolungando così l'effervescenza dello spumante.
Viceversa, l'ampia apertura della coppa facilita la dispersione della componente gassosa e in tal modo diluisce gli aromi in esso contenuti. Per questo si usa oramai unicamente per gli spumanti dolci aromatici.
Esistono diversi tipi di flûte a seconda del tipo di spumante (nel senso di struttura e di complessità): il bicchiere per un Prosecco è molto diverso da quello di un Franciacorta riserva. In pratica, le dimensioni della flûte aumentano passando da uno charmat ad un metodo classico, da affinamento breve ad affinamento lungo e da altri elementi ancor più specifici.